# Радд (Айова)
Радд (англ. Rudd) — місто (англ. city) в США, в окрузі Флойд штату Айова. Населення — 358 осіб (2020).

## Географія
Радд розташований за координатами 43°7′39″ пн. ш. 92°54′17″ зх. д. / 43.12750° пн. ш. 92.90472° зх. д. (43.127523, -92.904592).  За даними Бюро перепису населення США в 2010 році місто мало площу 2,25 км², уся площа — суходіл.

## Демографія
Згідно з переписом 2010 року, у місті мешкало 369 осіб у 175 домогосподарствах у складі 103 родин. Густота населення становила 164 особи/км².  Було 187 помешкань (83/км²).
Расовий склад населення:
| - 95,9 % — білих - 0,5 % — корінних американців |

До двох чи більше рас належало 2,7 %. Частка іспаномовних становила 4,9 % від усіх жителів.
За віковим діапазоном населення розподілялося таким чином: 21,1 % — особи молодші 18 років, 59,1 % — особи у віці 18—64 років, 19,8 % — особи у віці 65 років та старші. Медіана віку мешканця становила 45,2 року. На 100 осіб жіночої статі у місті припадало 102,7 чоловіків;  на 100 жінок у віці від 18 років та старших — 110,9 чоловіків також старших 18 років.
Середній дохід на одне домашнє господарство  становив 46 440 доларів США (медіана — 41 667), а середній дохід на одну сім'ю — 57 929 доларів (медіана — 53 125). Медіана доходів становила 40 179 доларів для чоловіків та 33 250 доларів для жінок. За межею бідності перебувало 22,3 % осіб, у тому числі 46,4 % дітей у віці до 18 років та 8,6 % осіб у віці 65 років та старших.
Цивільне працевлаштоване населення становило 197 осіб. Основні галузі зайнятості: освіта, охорона здоров'я та соціальна допомога — 20,3 %, будівництво — 15,7 %, виробництво — 11,2 %, сільське господарство, лісництво, риболовля — 8,1 %.